# Maurice Prou
Maurice Prou (Sens nel dipartimento della Yonne, 28 dicembre 1861 – Néris-les-Bains, 4 ottobre 1930) è stato uno storico, paleografo e numismatico francese.
Ha studiato alla École nationale des chartes e all'École française di Roma, e in seguito ha lavorato al Cabinet des médailles de la Bibliothèque nationale. Nel 1889, in seguito alla morte di  Arthur Giry (1848-1899), fu nominato professore di  diplomatica alla École des Chartes. Nel 1916, succedendo a Paul Meyer, divenne direttore della scuola, posizione che mantenne fino al 1930. In questo periodo (1916-1919), tenne anche dei corsi sulla histoire des institutions, occupando lo stesso posto di Paul Viollet (1840-1914).
Prou giocò un ruolo rilevante per il revival della storia del diritto e delle sue institutioni durante l'ultima parte del XIX secolo. È stato per molto tempo membro del comitato editoriale della Revue historique de droit e della Société d'histoire du droit. È stato anche membro della Académie des Inscriptions et Belles-Lettres (dal 1910), della Société archéologique de Sens e della Société française de numismatique.

## Pubblicazioni e lavori
Oltre alle sue pubblicazioni ci sono le edizioni di Hincmar (De ordine palatii, 1884) e di Rodolfo il Glabro (Les cinq livres de ses histoires, 1886).
Segue un breve elenco delle sue opere principali:
- Étude sur les relations politiques du pape Urbain V avec les rois de France, Jean II et Charles V (1362-1370), 1887 -- Studio sulla relazioni politiche di papa Urbano V con i re di Francia, Giovanni II e Carlo V (1362-1370).
- Manuel de paléographie latine et française du VIe au XVIIe siécle, suivi d'un dictionnaire des abréviations avec 23 facsimilés en phototypie, 1890 -- Manuale di paleografia francese e latina  (dal VI secolo al XVII), etc.
- Les monnaies carolingiennes, Catalogue des monnaies françaises de la Bibliothèque Nationale, (1896) -- Le monete carolingie.
- La Gaule mérovingienne, 1897 -- La Gallia merovingia.[1]